# Daga (ö)
Daga är en ö i Etiopien.   Den ligger i regionen Amhara, i den nordvästra delen av landet, 400 km norr om huvudstaden Addis Abeba.